# TV-14
TV-14는 미국에서 사용되고 있는 텔레비전 등급 제도 중 하나이다. 14세 미만의 어린이나 청소년에게는 부적절한 프로그램이므로 반드시 보호자의 지도를 요한다는 뜻이다. TV-14 등급을 받은 프로그램은 아래의 추가 표시가 따라오기도 한다.
- D 함축성을 드러내는 장면이 있는 경우
- L 조잡하고 거친 표현을 드러내는 경우
- S 선정적인 장면이 있는 경우
- V 심한 폭력성

밤 9시 이후의 미국 프로그램은 대부분 이 등급을 받는다. R 등급을 받은 영화는 텔레비전 방송시 편집하여 TV-14 등급으로 낮추어 방송하기도 한다.